# Стримонікос

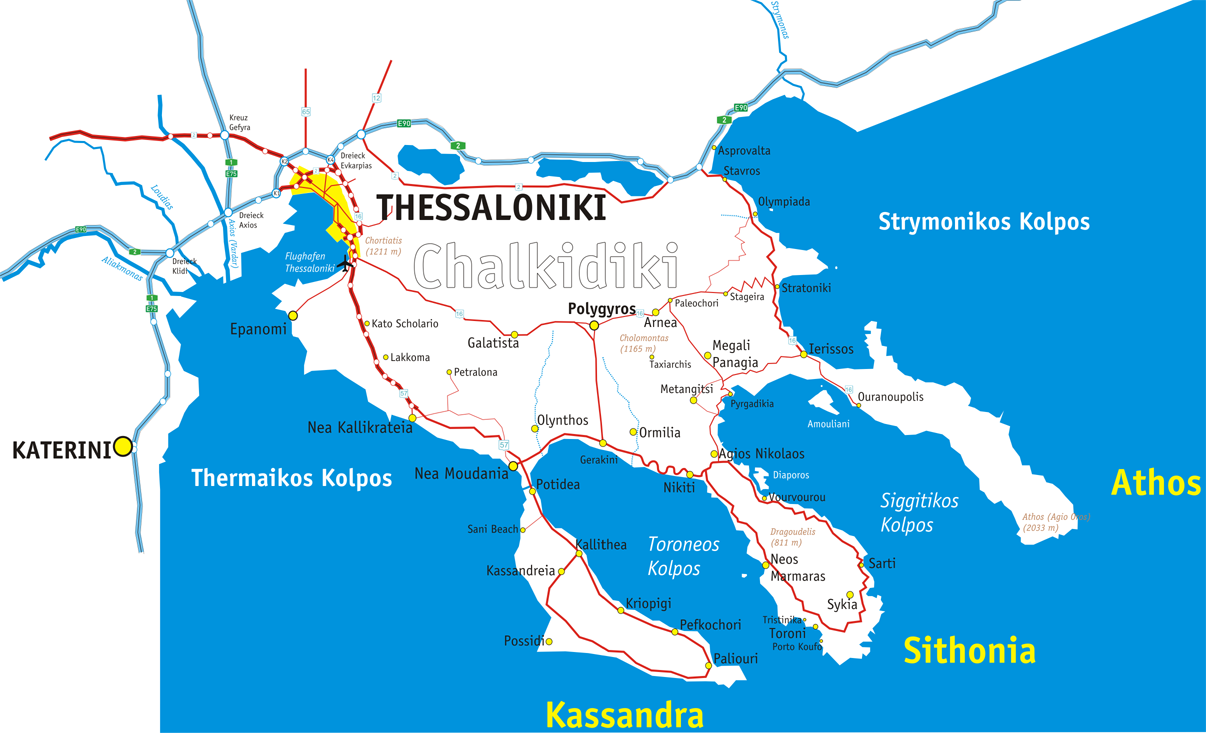
Затока Стримонікос — на сході від півострова Халкідіки

Стримонікос (грец. Στρυμονικός κόλπος) — затока Фракійського моря, у північній частині Егейського моря.
Затока омиває східне узбережжя Егейської Македонії, західний берег грецького острова Тасос та східне узбережжя півострова Халкідіки (півострів Айон-Орос). На півдні відкривається в Егейське море. На півночі до затоки впадають дві річки: Струма (Стримон) та Рендина, від назв яких походять дві її найпоширеніші історичні назви. Третя назва Орфанська затока пов'язується із давнім невеличким селищем Орфані, розташованим на берегу затоки.
З давніх часів Стримонікос мав значне економічне значення, хоча і не таке впливове у регіоні, як Салонікська затока. Нині найбільшим портом є Кавала, серед менших портів: Неа-Врасна, Ставрос та Ліменас на острові Тасос.